# ベン黒木
ベン・クロキ（Ben Kuroki、漢字：黒木 勉、1917年5月16日 - 2015年9月1日）は、第二次世界大戦中に58回のミッションをこなしたアメリカ陸軍航空軍の軍人。陸軍航空軍の航空機搭乗員として太平洋地域の軍事作戦に加わったただ一人の日系アメリカ人だった。

## 幼年期
鹿児島県出身の父・庄助と神奈川県都筑郡田奈村（現在の横浜市青葉区）から写真花嫁として渡米した母・なか（旧姓：横山）の間に、5男5女の三男としてネブラスカ州で生まれた。
ベンが1歳のとき、家族は同州のハーシーへと移って農園を購入し経営を始めた。そこのリンカンは500人ほどが暮らす村だった 。ベンはハーシー高校に通い、三年目には副生徒会長を務め、1936年に卒業した。
1941年12月に真珠湾攻撃が起こると、黒木夫妻は弟とともにアメリカ軍に志願するようベンに勧めた。兄弟はグランドアイランドの募兵官には拒絶されたが、ノースプラットで志願し直し採用される事となった。一説では、ノースプラットの募兵官が“クロキ”をポーランド人の姓と勘違いしたとされている。
黒木兄弟がアメリカ軍へと入隊したのは、他の移民二世世代の中でも非常に早い時期だった。1942年1月、基礎訓練のためテキサス州シェパード空軍基地へと向わされた。

## 戦歴
フロリダ州フォートマイヤーズの第93爆撃群へと配属され、そこで黒木は日系アメリカ人が海外で従軍することは有り得ない、という旨を告げられた。そこで1942年に黒木は上官に嘆願し、イギリスの基地の第8空軍で事務官として勤務することを許可された。しかし、陸軍航空軍において爆撃機銃手への需要が高いこともあって、黒木が自ら志願して2週間の訓練を終えたのち、「リベレーター」ことB-24の上部機銃座に割り当てられた。B-24は第二次世界大戦において連合国が用いたアメリカ製の重爆撃機で、最も生産された機であった。黒木の乗ったB-24はスペイン領モロッコで不時着し、乗員がスペイン当局へ拘束されたことがある。アメリカ国務省がその安全を確認した上で、スペイン当局から釈放されたのは3か月後だった。黒木はイギリスへと戻り、所属飛行隊と再合流を果たした。
1943年8月1日、黒木はタイダルウェーブ作戦として知られる危険な爆撃ミッションへと参加した。それは、ルーマニアのプロイェシュティにある巨大な製油所を破壊しようとするものだった 。黒木はヨーロッパ方面で30回のミッションをこなした。そのうち本来任務として求められていたのは、25回だけだった。健康診断を受けてのち、今回の作戦命令に従って、後5回だけ飛ぶことを許可された。まだアメリカ本国にいた弟に黒木は、「その5回を5回とも飛んだ」と語っている。黒木は、30回目のミッションで銃座にて任務中に高射砲の迎撃により軽症を負った。
黒木は治療のため戻っていたアメリカで、アメリカ軍から強制収容所にいる多くの日系アメリカ人の所へ向かう様に指令を受けた。アメリカ軍に志願している若者たちを、慰撫するためであった。黒木はタイム誌を初めとした、無数の記事で話題になっていた事に起因したものだった。
黒木は太平洋地域へ従軍することを望んでいたが、その機会は阻まれていた。しかし陸軍長官であったヘンリー・スティムソンの介入により、それが認められることになった 。黒木はその後、テニアン島に基地を置く第313爆撃団第505爆撃群第484爆撃隊のB-29・ジェームス・ジェンキンス中尉機オーナラブル・サッド・サケの乗員となることを許可された。黒木は、日本本土や他の地域で28回の爆撃作戦に参加している。
大戦中の太平洋における陸軍航空軍の戦闘に加わった唯一の日系アメリカ人として、黒木の名は知られている。ヨーロッパでの25度のミッションとプロイェシュティ攻撃により、殊勲飛行十字章を受勲した。終戦ごろには再び同章を受勲し、5葉の柏葉付きエア・メダルも受けている。黒木は合計で58回のミッションをこなした。

## 戦後
熱烈な愛国者だった黒木だったが、マイノリティであるがゆえの不当な人種差別や不公平にも耐えねばならなかった。黒木は人種間の平等と差別への戦いの必要について語り続けた。その蓄えや僅かな寄付などをもとに、この問題を議論するために全米を回っている。その姿勢は、黒木の伝記である『ネブラスカから来た少年 : ベン・黒木物語』にも続いている。
海外での従軍を妨げたといってもいい差別を克服する戦いについて聞かれた黒木は、こう言っている。

「自分の国のために戦う権利のために、必死で戦わなければならなかった」
黒木はネブラスカ大学へと入学し、1960年にジャーナリズム論で学位を得た。84年ごろまで各国の新聞でレポーターや編集者として活躍している。2005年8月12日、「感銘的な大戦中の戦闘参加と差別事例の克服」によって殊勲章を受けた。同年には、ネブラスカ大学から名誉博士号を得ている。
2015年9月1日、カリフォルニア州カマリロの自宅で死去した（98歳）。